# Ray Comfort
Œuvres principales
- The Way of the Master
- Living Waters Publications
- Christian Evangelism

Ray Comfort, né le décembre 1949, est un prêcheur chrétien évangélique et un télévangéliste d'origine néo-zélandaise, installé en Californie.

## Biographie
Ray Comfort nait le 5 décembre 1949 en Nouvelle-Zélande.

## Ministère
En 1989, il devient pasteur associé à Calvary Chapel, en Californie, après une invitation.
En 2002, il fonde le ministère évangélique The Way of the Master au sein duquel il est associé avec Kirk Cameron. Cette organisation produit une émission du même nom, diffusé sur Trinity Broadcasting Network.

## Vidéo
Ray Comfort est devenu un phénomène internet pour une vidéo, dans laquelle il défend l'hypothèse de l'existence de Dieu et la théorie du dessein intelligent à l'aide d'une banane : l'adaptation parfaite de ce fruit à la consommation humaine étant la preuve de l’existence d'un Dieu créateur.